# طريق الحجاج (رواية)
طريق الحجاج (بالإنجليزية: Pilgrims Way) هي ثاني رواية لعبد الرزاق قرنح الحائز على جائزة نوبل للأدب سنة 2021، نشرها جوناثان كيب لأول مرة عام 1988 في المملكة المتحدة..تقع الرواية في 224صفحة.

## نبذة عن الرواية
تتمحور الرواية حول شخصية "داؤود" تواجهه أشكال متعددة من العنصرية المقيتة، مما يدفعه إلى الانطواء والاكتئاب، في ظل غياب أي شعور بالانتماء الحقيقي للمكان الجديد. تحضر الذاكرة في الرواية بوصفها لعنة وأداة مقاومة، إذ تعيد إنتاج الماضي بمآسيه، وتُظهر آثار المجزرة التي وقعت في زنجبار عام 1964، بعد الاستقلال مباشرةً، وهي مجزرة تركت جرحًا غائرًا في وجدان داؤود.تُبرز الرواية التوتر بين الماضي والحاضر، ويظهر ذلك من خلال علاقة داؤود بالممرضة الإنكليزية "كاثرين ماسون"، التي تمثل محاولة للاندماج وتجاوز الألم. غير أن تلك العلاقة لا تكفي لإخماد نيران الذكريات، فالماضي يعاود الظهور بشكل غير واعٍ، ليعيد تشكيل وعيه وهويته.وتخلص الرواية إلى أن المعاناة التي يعيشها المهاجر ليست فردية فحسب، بل هي امتداد لإرث استعماري ثقيل، ألقى بظلاله على زنجبار، وأنتج مشاعر النفي واللاانتماء في بلاد المهجر. وفي هذا السياق، يُعد توظيف الذاكرة الأليمة استراتيجية سردية ناقدة، تكشف زيف الاستعمار وآثاره الممتدة، وتمنح الرواية قوة أدبية وإنسانية استثنائية.

## شخصيات الرواية
داؤود: الشخصية المحورية، مهاجر مسلم من تنزانيا يعمل مساعدًا صحيًا في كانتربيري. يعاني من العنصرية، ويعيش صراعًا داخليًا بين ماضيه في زنجبار وحاضره في بريطانيا .
كاثرين ماسون: ممرضة إنكليزية بيضاء، ترتبط بعلاقة عاطفية مع داؤود. تمثل محاولة للاندماج وتجاوز الماضي.
لويد: رجل أبيض ذو ميول عنصرية، يعكس التوترات الاجتماعية في المجتمع البريطاني تجاه المهاجرين.
كارتا: قومي أفريقي أسود، يمثل صوتًا سياسيًا مختلفًا في حياة داؤود، ويعكس صراع الهوية والوعي السياسي.

## أسلوب الرواية
رواية طريق الحجاج لعبد الرزاق قرنح، الصادرة عام 1988، تُعد من أبرز أعماله التي تناولت تجربة الهجرة والهوية في سياق ما بعد الاستعمار. تدور الرواية حول "داؤود"، مهاجر مسلم من تنزانيا، يعمل مساعدًا صحيًا في بريطانيا خلال سبعينيات القرن العشرين، ويواجه مظاهر مختلفة من العنصرية والتمييز، مما ينعكس على حالته النفسية ويؤدي إلى شعور متزايد بالخوف والعزلة. يعتمد قرنح في سرد الرواية على تقنية الذاكرة بوصفها وسيلة للتنقل بين الماضي والحاضر، حيث تعود الشخصية الرئيسية باستمرار إلى زمن الطفولة والمجزرة التي حدثت في زنجبار عام 1964، ليكشف من خلالها عن آثار الاستعمار على الأفراد والمجتمعات.الرواية تُقدم بلغة بسيطة لكنها مشحونة بعاطفة التأمل والحزن، وتوظف الطبيعة أحيانًا كملاذ نفسي للهروب من واقع الغربة. كما تستعرض علاقة "داؤود" بكاثرين ماسون، وهي ممرضة إنكليزية، بوصفها محاولة للاندماج والتخفف من ثقل الذاكرة، رغم استمرار الصراع الداخلي في ذاته. الشخصيات الثانوية مثل "لويد" العنصري و"كارتا" القومي الأفريقي تساهم في إظهار التوترات الاجتماعية والثقافية في بريطانيا آنذاك، وتعكس تعقيد تجربة المهاجر في بلد لا يحتضنه فعليًا. من خلال هذه العناصر، يقدم قرنح نصًا سرديًا يتسم بالصدق والعمق، ويكشف عن فشل خطاب ما بعد الاستعمار في تجاوز مشاعر النفي والاغتراب، ويُظهر كيف تبقى الذاكرة الأليمة قوة فاعلة في تشكيل الهوية والهروب من واقع غير مرحّب به.

## اقتباسات
هذه الاقتباسات تعكس:الصراع الداخلي الذي يعيشه "داؤود" كمهاجر،توتر العلاقة بين الماضي والحاضر،استخدام الذاكرة كأداة سردية تكشف عن الألم والحنين:
"كان عليه أن يتعلم كيف يختبئ في وضح النهار، أن يبتسم حين يُهان، وأن يبتلع الغضب كما لو كان دواءً مرًّا لا بد منه."
"الذاكرة ليست مجرد استرجاع، إنها لعنة لا يمكن التخلص منها، تلاحقك حتى في أكثر اللحظات هدوءًا."
"في عيني كاثرين، رأى شيئًا يشبه الوطن، لكنه لم يكن متأكدًا إن كان الوطن هو ما يبحث عنه، أم مجرد مكان لا يُطرد منه."

## النقد
يجادل الناقد جوبي نيمان بأن طريق الحجاج، مثل روايات قرنح عن طريق البحر (2001) والهجران (2005)، تثبت «الاهتمام بهياكل المشاعر التي تولدها الهجرة والنفي». تقرأ ماريا جيسوس كاباركوس تراسيرا طريق الحجاج على أنها رعوية «يتحول» فيها داود من خلال «لحظات الانسجام مع الطبيعة». يقارن النقاد آن بليك وليلا غاندي وسو توماس الرواية مع دوتي والإعجاب بالصمت (1996)، حيث أن طريق الحجاج «تأخذ التجارب اليومية المدمرة للهجرة والهوية البريطانية السوداء».